# Rosemonde Pujol
Pour les articles homonymes, voir Pujol.
Rosemonde Pujol, née Rosmonde Dupont le 25 août 1917 à Saint-Eugène en Algérie française et morte le 22 août 2009 à Auch, est une résistante, journaliste et essayiste française.

## Biographie
Fille naturelle née dans une famille bourgeoise, Rosemonde Pujol est élevée chez les jésuites.
Durant ses études, elle est engagée comme surveillante de devoirs au collège d'Hulst, rue de Varenne (aujourd'hui lycée Paul Claudel-d'Hulst).
Ingénieur en électricité, elle débute chez Philips mais démissionne rapidement face à la faible considération faite selon elle aux femmes, jugeant qu'elle n'est chargée que de « tâches subalternes ».
Entrée dans la Résistance en 1941, sous le nom de « Colinette », elle est arrêtée par la Gestapo en 1943. Elle aura à cœur de défendre ensuite l'importance du rôle des femmes et des « sans grade » dans la Résistance.
Après la Libération, elle entre à l'INSEE comme attachée de presse, puis devient chroniqueuse économique spécialisée dans les questions de consommation à l'ORTF, France Inter, Les Echos et le Figaro. Elle travaille également à L'Aube. Elle publie alors des livres consacrés à la défense des consommateurs comme le Dictionnaire du consommateur en 1967) et Hôpital, j'accuse en 1979.
Militante féministe depuis toujours, elle publie à 89 ans, Un  petit bout de bonheur, essai dédié au clitoris et au plaisir féminin qu'elle considère trop ignorée par les femmes elles-mêmes. L'ouvrage s'écoule à 10 000 exemplaires. Elle désire également une commémoration officielle, dans sa commune de résidence, Valence-sur-Baïse, de la loi du 13 juillet 1965 portant réforme des régimes matrimoniaux et donnant l'indépendance économique et financière aux femmes mariées.
En 2008, elle écrit ses mémoires intitulés Le Vingtième Sexe. L'année suivante elle écrit Juteuses carcasses : les vieux, une aubaine pour la société dans lequel elle défend que le quatrième âge est, non pas une dépense pour la société, mais un marché promoteur pour l'économie nationale, et qui sort après son décès.
Victime d’un malaise, elle meurt à l'hôpital d'Auch en août 2009, et donne son corps à la science.

## Décorations
- Chevalier de la Légion d'honneur
- Médaille de la Résistance française avec rosette (décret du 3 janvier 1946)[8]
- Chevalier de l'ordre des Arts et des Lettres

## Hommages
« Femme de convictions et de combats », « séduisante rebelle », elle est titulaire de la médaille de la Résistance avec rosette et grade d'officier, de la médaille d'argent de l'Académie de médecine, ainsi que chevalier de la Légion d'honneur et de l’Arts et des Lettres.
La Ville de Paris a nommé un jardin en sa mémoire dans le 17e arrondissement la promenade Rosemonde-Pujol,.

## Ouvrages
- Une bonne éducation, Gonthier, 1965
- Dictionnaire du consommateur, Denoël-Gonthier, 1968
- Petit dictionnaire de l'économie, Denoël-Gonthier, 1968. (2e éd. revue et augmentée, 1970)
- Hôpital, j'accuse, Denoël-Gonthier, 1979
- La Table de famille, Parents, Hachette, 1981 (Livre de poche, 1982)
- Nicolas Appert, l'inventeur de la conserve, Denoël, 1985 (roman historique)
- Mammès le guérisseur : et ses trois maisons du Bocage, éditions Charles Corlet, 1995
- J'ai accouché, j'accuse : suites de maternité, éd. Charles Corlet, 1997
- Nom de guerre Colinette : 1941-1944, Éd. de l'Armançon, 2002
- Le Corset d'argent, la Fontaine de Siloé, 2006
- Un petit bout de bonheur : petit manuel de clitologie, éditions J-C. Gawsewitch, 2007
- Le Vingtième Sexe, éditions J-C. Gawsewitch, 2008
- Juteuses carcasses, éditions J-C. Gawsewitch, 2009